# Nidwaldner Volksblatt
Das Nidwaldner Volksblatt (vor 1896 Nidwaldner Volks-Blatt im Zeitungskopf) war eine katholisch-konservative Zeitung im Kanton Nidwalden, die 1866 von Kaspar von Matt (1817–1884) gegründet wurde. Sie erschien anfänglich als vierseitige Wochenzeitung und wurde in der Druckerei von Matt hergestellt. Redaktoren waren zuerst Hans von Matt (1867–1900) und danach dessen Sohn Hans von Matt (1900–1923). Zwischen 1906 und 1915 hatte das Nidwaldner Volksblatt mit dem Nidwaldner Sonntagsblatt eine Gratisbeilage.
Im Jahr 1923 übertrug die Gründerfamilie von Matt die Wochenzeitung der Gesellschaft Nidwaldner Volksblatt. Ab Dezember 1923 erschien die Zeitung zwei Mal pro Woche (jeweils am Mittwoch und am Samstag). Zwischen 1923 und 1974 hatte das Nidwaldner Volksblatt eine Beilage, die den Titel Nidwaldner Stubli trug.
Ab 1981 erschien das Nidwaldner Volksblatt drei Mal pro Woche (an Dienstagen, Donnerstagen und Samstagen) und ab 15. Oktober 1985 bis zu ihrem Ende als Zeitung Ende Oktober 1991 im Verbund mit der Luzerner Tageszeitung Vaterland sogar als Tageszeitung. Mit der Fusion von Vaterland und Luzerner Tagblatt zur Luzerner Zeitung am 1. November 1991 entstand mit der Nidwaldner Zeitung eine Regionalausgabe der Luzerner Zeitung. Von 1996 bis 2016 erschien die Zeitung unter dem Titel Neue Nidwaldner Zeitung.